# Sven Speybrouck
Sven Speybrouck (19 april 1968) is een Vlaamse radio- en televisiepresentator. 

## Levensloop
Sven Speybrouck werd bekend als medepresentator van het radioprogramma Jongens & Wetenschap waarin hij en Koen Fillet alledaagse fenomenen op een populair wetenschappelijke manier met de hulp van het publiek trachtten te beantwoorden.
In 2004 nam hij deel aan het tweede seizoen van De Slimste Mens ter Wereld. Na vier deelnames moest hij de quiz verlaten.
In 2006 presenteerde Speybrouck het televisieboekenprogramma Alles Uit De Kast op Eén. Hij had in 2010 een vaste rubriek De Encyclopedie van de Interessante Kennis in De laatste show.
Van september 2010 tot juni 2022 presenteerde hij, opnieuw samen met Koen Fillet, het programma Interne keuken 's zaterdags op Radio 1. Vanaf 2010 presenteerde hij op Canvas de televisiereeks Publiek geheim, een historische documentairereeks waarin hij in elke aflevering het verhaal achter een minder bekende historische plaats in België brengt. Ook in 2011 en 2012 verscheen een seizoen van de reeks.
In 2014 nam Speybrouck voor een seizoen de presentatie van de televisiequiz De Canvascrack  over van Herman Van Molle, die verstek moest laten gaan wegens gezondheidsproblemen.
Na het stopzetten van Interne keuken in 2022 werd hij in september dat jaar directeur van de Universiteit van Vlaanderen. Dit deed hij tot september 2023.

## Podcasts
Hij werkte mee aan volgende podcasts:
- Het Mirakel van Schuman, over de Europese eenwording (VRT)
- Mistlicht, over mensen met dementie (VRT)
- Interne Keuken, podcastversie van het radioprogramma (VRT, radio 1)
- Leadership is everywhere, voor de Antwerp Management School